# Perdamaian (Tanjung Morawa)
Perdamaian is een bestuurslaag in het regentschap Deli Serdang van de provincie Noord-Sumatra, Indonesië. Perdamaian telt 4257 inwoners (volkstelling 2010).